# Hotel De Wereld

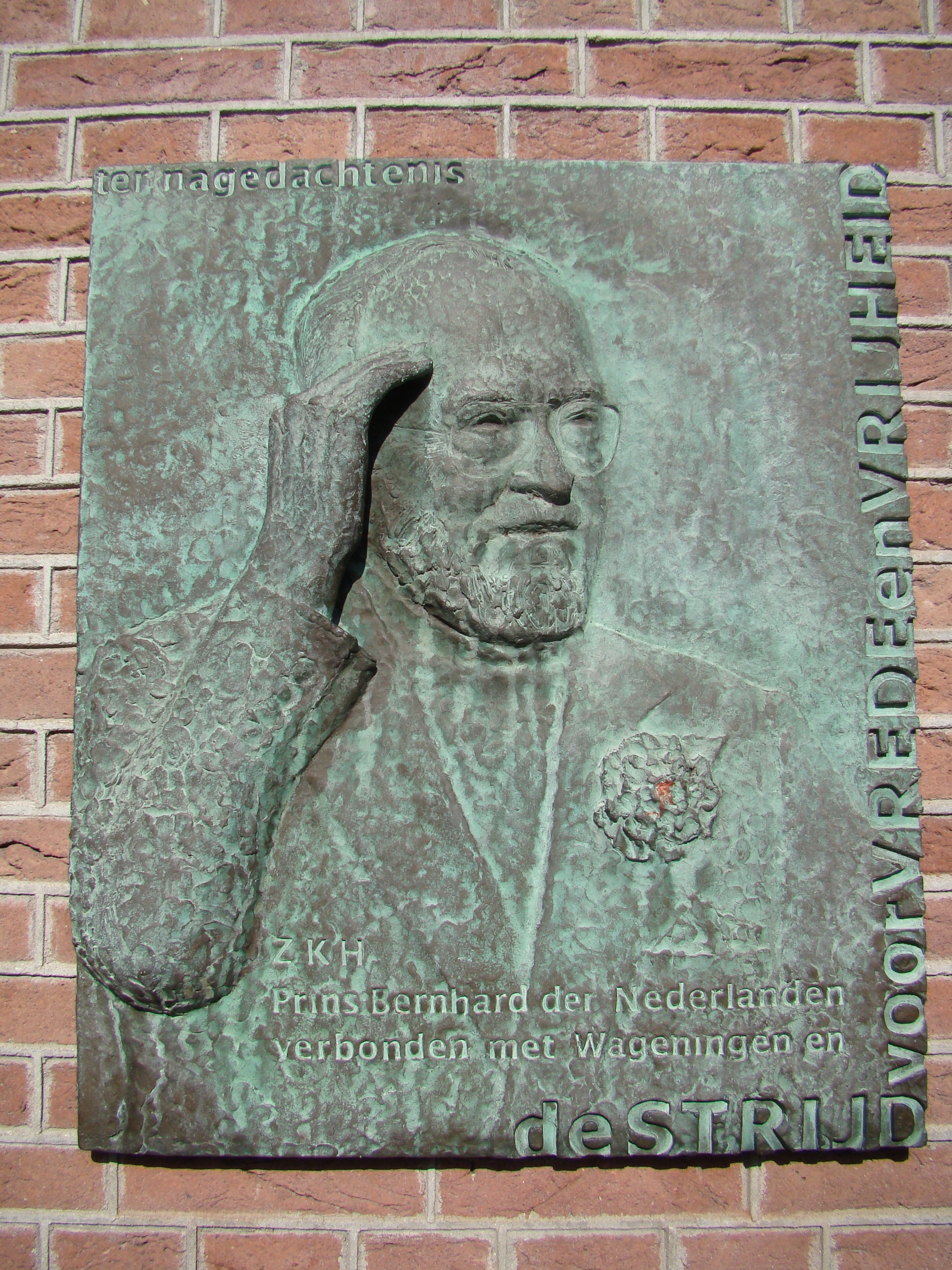
Gevelplaquette Prins Bernhard

Hotel De Wereld is een hotel in de Nederlandse stad Wageningen, in de provincie Gelderland. In 1945 gaf de Canadese geallieerde generaal Charles Foulkes op zaterdag 5 mei, de dag die sedertdien Bevrijdingsdag heet, in dit hotel aan de Duitse bezetter de bevelen voor de aftocht van de Duitse strijdkrachten uit Nederland, na de overgave van de Duitsers. De overgave van de Duitse strijdkrachten had op 4 mei 1945 plaatsgevonden op de Lüneburger Heide in Duitsland door Admiraal Von Friedeburg ten overstaande van Veldmaarschalk Montgomery. De capitulatie ging 5 mei 1945 om 08:00 in.
De Waerelt wordt voor het eerst in de 17e eeuw vermeld. Het was een logement aan de oude route van Utrecht naar Nijmegen en Arnhem, net buiten de ommuurde stad. In 1852 werd het oude pand vervangen door een nieuw, tweelaags gebouw met kap, waaraan twintig jaar later nog een drielaagse dwarsvleugel werd toegevoegd.

## Capitulatiebesprekingen

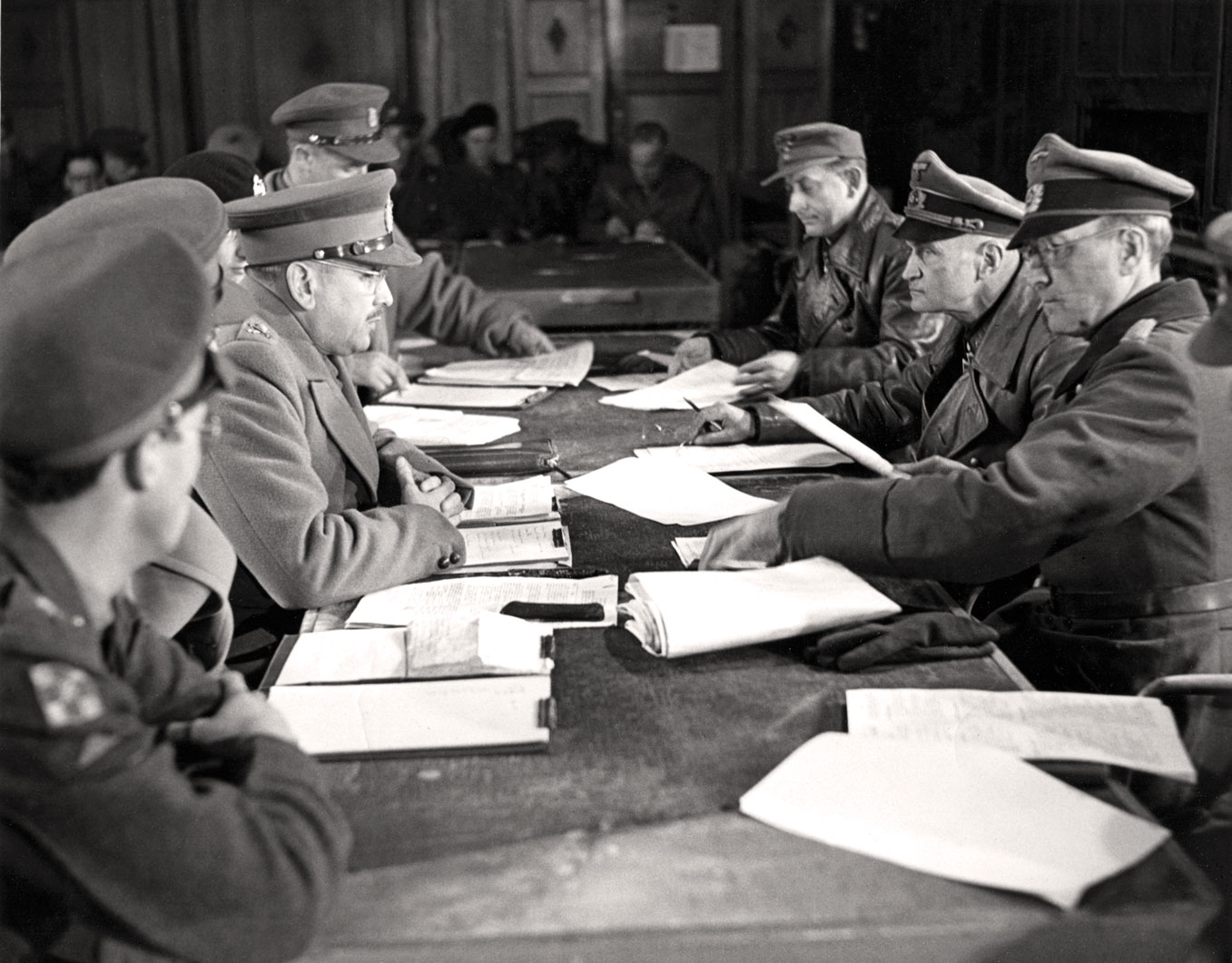
Bespreking. Midden links Charles Foulkes, geheel links vooraan Prins Bernhard; midden rechts Johannes Blaskowitz.

De Canadese luitenant-generaal Charles Foulkes kiest als bevelhebber van de geallieerde troepen in Nederland hotel De Wereld voor besprekingen op 5 mei 1945  met de Duitse kolonel-generaal Johannes Blaskowitz. Die gaan over de verplichtingen en verboden voor de voormalige Duitse bezetter in Nederland. Foulkes zou voor deze plaats hebben gekozen wegens de ligging van Wageningen aan het toenmalige front, de voedseltransporten naar het westen, de afwezigheid van burgers door de evacuatie van de plaats sinds 1 oktober 1944 en de symboliek van de naam "De Wereld". Prins Bernhard is bij de besprekingen aanwezig. 
Op 9 juli 1945 onthult prins Bernhard in aanwezigheid van Luitenant-Generaal Foulkes een herdenkingsplaat op de gevel van ‘De Wereld'.

## Na de oorlog
Na de Tweede Wereldoorlog raakt De Wereld als horecagelegenheid in verval. Verschillende huurders kunnen niet meer de grandeur van weleer bereiken. Tot 1962 is er een capitulatiemuseum in gevestigd met onder andere de tafels en stoelen die in gebruik waren bij de capitulatiebesprekingen. De Landbouwuniversiteit koopt het pand en gebruikt het voor onder meer studentendecaan, studentenarts, Studium Generale, Werkgroep Vormingswerk en Theater 't Hemeltje.
Na enkele decennia wordt voor het gebouw zelfs een sloopvergunning afgegeven. Begin jaren zeventig gaf Den Haag het groene licht voor de sloop van Hotel de Wereld in Wageningen. Het historische pand, waar in 1945 werd onderhandeld over de capitulatie van de Duitsers in Nederland, zou plaats hebben moeten maken voor een parkeergarage. Zo ver kwam het echter niet.
De toen 19-jarige Huib de Leeuw, een inwoner van Wageningen, besloot er wat aan te doen toen hij hoorde over de sloopplannen. Hij schreef een alarmerende brief naar de Tweede Kamer.  Een Kamerlid van de Communistische Partij van Nederland (CPN) nam de brief serieus en diende een motie in voor behoud van het hotel.

#### Herdenken minder belangrijk
In de alternatieve jaren zeventig was het vieren van Bevrijdingsdag niet populair, en al helemaal niet als er veel militair vertoon aan te pas kwam. In 1971 was het Wageningse 4 en 5 mei-comité dan ook woest omdat er dat jaar helemaal geen bevrijding wordt gevierd. Die verminderde aandacht voor het herdenken speelde mogelijk ook mee in de besluitvorming rond het toen behoorlijk verpauperde hotel, dat nu een internationaal erkend rijksmonument is. 

#### 'Slopen dat bouwvallige pand'
De toenmalige Landbouw Hogeschool had het verwaarloosde pand voor een symbolisch bedrag van de gemeente Wageningen overgenomen en deels opgeknapt. In De Wereld zat een studenten-theatergroep en er werden allerlei alternatieve colleges en activiteiten georganiseerd. De hogeschool vroeg geld voor restauratie, maar kreeg van Den Haag een heel karig aanbod. Het schoolbestuur vroeg daarom toestemming voor sloop.
Toenmalig VVD-staatssecretaris van Cultuur Henk Vonhoff gaf maart 1971 toestemming voor sloop. Hij vond de architectuur van het pand niet waardevol en gaf aan dat alleen een herdenkingsplaquette bewaard moest blijven. Na veel overleg veranderde de hogeschool in 1972 van mening; Hotel de Wereld moest behouden blijven. Ook een groep bezorgde Wageningers zet zich dan in voor de redding van het pand.

#### Huib de Leeuw schrijft brandbrief aan Tweede Kamer
Huib de Leeuw, die al eens een expositie over de Tweede Wereldoorlog organiseerde in de zogenoemde capitulatiezaal, vreest het ergste en klimt in de pen. Samen met communistisch kamerlid en oud-verzetsman Joop Wolff bezoekt hij het hotel. De politicus schrikt van de belabberde staat waarin het verkeert.
Terug in Den Haag dient Wolff begin 1973 samen met een PvdA-Kamerlid een motie in voor behoud en restauratie van het historische pand. Wolff, ook de man die een wet opstelde waarin is vastgelegd dat 5 mei een nationale herdenkingsdag werd, verwijt VVD'er Vonhoff een gebrek aan historisch besef en de motie wordt aangenomen. Uiteindelijk 'capituleert' de staatssecretaris en komt er ruim een miljoen gulden beschikbaar voor herstel van het symbool van de Nederlandse bevrijding.
De capitulatiezaal wordt in 1975 opgeleverd tijdens de viering van Bevrijdingsdag in Wageningen. Prins Bernhard opende de zaal waar Huib opnieuw een expositie had ingericht.  
In 1994 wordt de Stichting Nationaal Erfgoed Hotel De Wereld opgericht, en vestigt in het hotel een Educatief Centrum en de Leerstoel Rampenstudies. De stichting zet zich in voor het behoud van het pand en zijn geschiedenis. Onder meer prof. dr. Hans Blom, voormalig directeur van het NIOD, is lid van het Comité van aanbeveling van deze stichting. In 2013 verwerft de Stichting het hotel met een hypothecaire lening van het vfonds. Eén van de voorwaarden van het vfonds is een fusie tussen het NCHC Wageningen 1945 en Wageningse Comité 4 en 5 mei en dat de inhoudelijke activiteiten van de Stichting Nationaal Erfgoed door het nieuwe comité (Wageningen45) worden overgenomen.

## Restauratie en ontwikkeling
In 2004 is de restauratie van Hotel De Wereld voltooid. Het gebouw is weer ingericht als hotel. De universiteitsvoorzieningen zijn er uit en horeca-uitbater Addie Roelofsen betrekt het pand. Onder leiding van chef Roelofsen krijgt het restaurant O Mundo eind 2009 een Michelinster. In november 2017 wordt de exploitant van hotel en restaurant, de Jaap Venendaal Groep (7Habits BV), failliet verklaard. O Mundo is de Michelinster dan al enige tijd kwijt. Binnen zes dagen na het faillissement nemen hoteliers Lammert en Sjoukje de Vries van Hotel Restaurant Landgoed Groot Warnsborn in Arnhem de exploitatie van Hotel De Wereld over, maar in 2020 trekken zij zich terug. Sinds 1 oktober 2020 is de HIM plus groep de uitbater van Hotel De Wereld. Het pand is behalve als hotel ook als LEV.@De Wereld foodbar in gebruik. 
Het gebouw is rijksmonument.
In december 2019 besluit Wageningen University & Research, die al enige tijd de naastgelegen Aula, de voormalige bibliotheek erachter en het Irenebrigadeplein wil verkopen aan een consortium van BOEi en Van Swaay Projectontwikkeling. Het Wageningse Heerenstraat Theater wil een eigentijds 'screen theatre' in de Aula vestigen. In samenwerking met BOEi en Van Swaay ontwikkelen Hotel De Wereld, Heerenstraat Theater en Wageningen 45 plannen voor wat het 'Vrijheidskwartier' heet.

## Plaquette prins Bernhard
Op 1 december 2005 heeft prins Pieter Christiaan, kleinzoon van prins Bernhard, een plaquette met de afbeelding van de prins onthuld. Deze overleed in 2004. De plaquette is aangebracht op de gevel van het hotel, liggend aan het 5 Mei Plein te Wageningen. Het monument is een bronzen reliëf. De tekst erop  luidt:
ter nagedachtenis. Z K H Prins Bernhard der Nederlanden verbonden met Wageningen en de STRIJD voor VREDE en VRIJHEID
Het monument is opgericht door de gemeente Wageningen. Met dit gedenkteken wil de gemeente de verbondenheid tussen de prins, ereburger van de stad, en de stad Wageningen tot uitdrukking brengen. Met de plaatsing van de plaquette wilde de gemeente ook tegemoetkomen aan de wens die bij veel Wageningers leefde. Prins Bernhard nam 29 jaar op 5 mei de parade van veteranen af langs het hotel. Anno 2012 vormt het hotel nog steeds het middelpunt van de bevrijdingsfeesten en herdenkingen in Wageningen.

## Storytelling

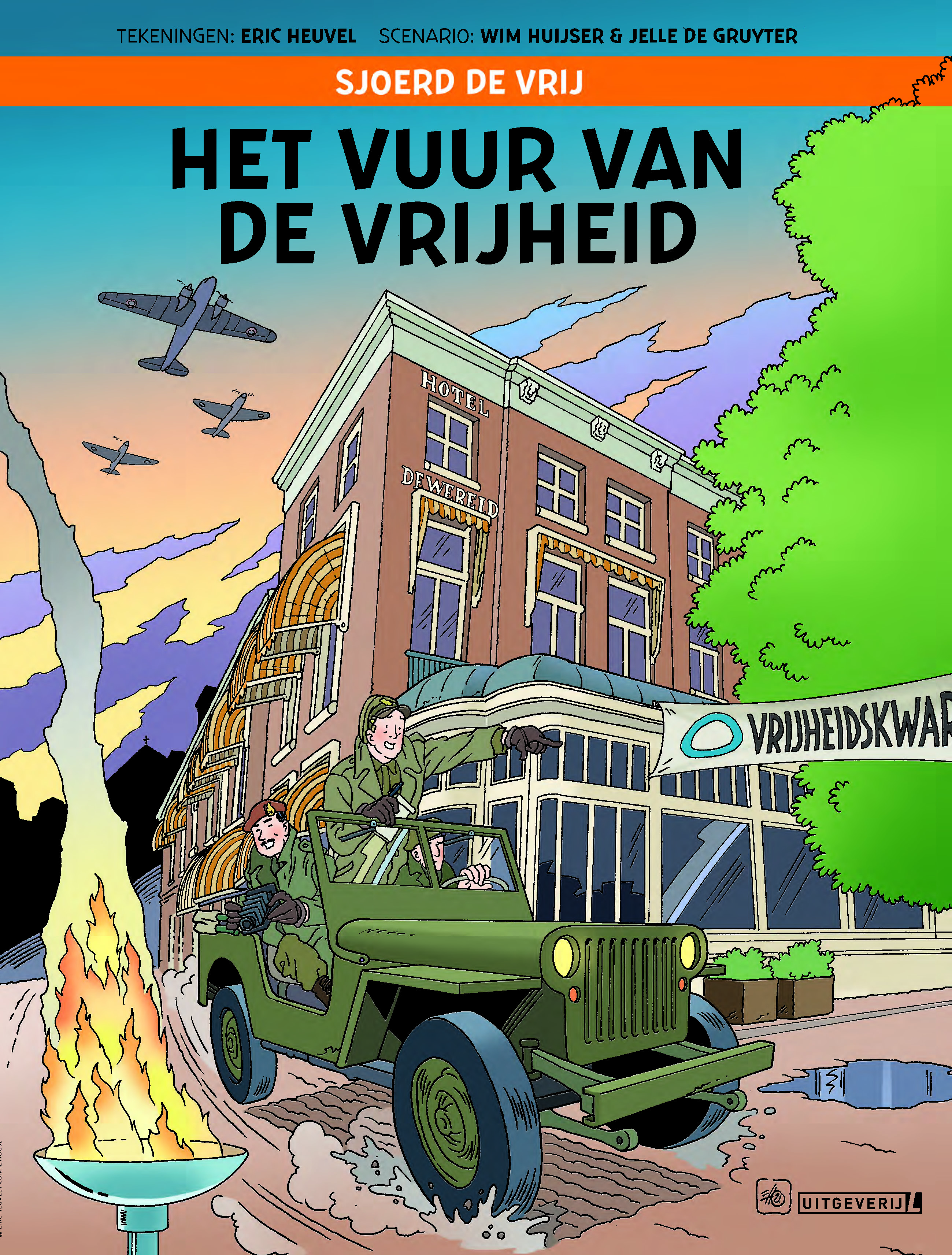
Sjoerd de Vrij - Het Vuur van de Vrijheid

In september 2021 verschijnt een stripboek met het verhaal van 5 mei 1945, Hotel De Wereld, de capitulatie en het einde van de Tweede Wereldoorlog, getekend door Eric Heuvel naar een scenario van Wim Huijser en Jelle de Gruyter, getiteld Sjoerd de Vrij - Het Vuur van de Vrijheid. Het verhaal volgt Sjoerd de Vrij, verslaggever bij Radio Herrijzend Nederland die sinds oktober 1944 verslag doet de bevrijding van Nederland.
Hotelier Hans Hooft ontwikkelt een plan om in het hotel meer en aantrekkelijker aandacht te schenken aan het thema vrijheid. Op de begane grond en in de lift rond de gebeurtenissen in mei 1945, op de verdiepingen wordt in elke hotelkamer een 'eigentijdse' vrijheidsstrijder op subtiele wijze belicht. Zo is er een kamer gewijd aan het Statue of Liberty, er is een kamer gewijd Colin Kapernick, en kamers rond Aletta Jacobs, Astrid Lindgren, Banksy. Gewerkt wordt aan kamers rond Mahatma Gandhi, Chief Seattle, Nelson Mandela, Martin Luther King e.a.